# Stráň u Hrabří
Stráň u Hrabří je přírodní památka východně od vesnice Hrabří u Vysokého Chlumce v okrese Příbram ve Středočeském kraji. Předmětem ochrany je louka s výskytem vstavače kukačky.

## Historie
Předmětem ochrany je starý třešňový sad, jehož pozemek je pravidelně kosen, díky čemuž se na něm udržela populace vstavače kukačky. Monitoring populace probíhá přibližně od roku 2007. Chráněné území vyhlásil Krajský úřad Středočeského kraje v kategorii přírodní památka s účinností od 28. května 2024.

## Přírodní poměry
Přírodní památka s rozlohou 0,48 hektaru leží v katastrálním území Hrabří. Nachází se v Benešovské pahorkatině v nadmořské výšce 474–500 metrů. Má charakter úzké louky na jihovýchodním svahu, na jejímž okraji rostou staré třešně. Severní stranu louky lemuje místní komunikace z Hrabří do Hradců.

### Abiotické poměry
Geologické podloží tvoří proterozoické kontaktně metamorfované horniny bohemika: metaprachovce a cordieritické břidlice. V geomorfologickém členění Česka přírodní památka leží v celku Benešovská pahorkatina, podcelku Březnická pahorkatina a okrsku Krásnohorská vrchovina. Území odvodňuje Podlipský potok, který je přítokem Brziny, jež se vlévá do Vltavy. V Quittově klasifikaci podnebí se přírodní památka nachází v mírně teplé oblasti MT10, v níž bývá 140–160 s teplotou přesahující 10 °C a roční úhrn srážek dosahuje 600–700 milimetrů.

### Flóra a fauna
Kromě dožívajících ovocných stromů na okrajích louky rostou dřeviny jako je hloh, růže, trnka, brslen evropský (Euonymus europaeus) a dub letní (Quercus robur). Z chráněných a ohrožených druhů rostlin na louce roste pomněnka různobarvá (Myosotis discolor), rozrazil jarní (Veronica verna) a kriticky ohrožený vstavač kukačka (Anacamptis morio). V ochranném pásmu na okraji pole se vyskytuje nepatrnec rolní (Aphanes arvensis).
Staré stromy jsou vyhledávaným stanovištěm pro některé druhy ptáků. Přímo v chráněném území nebo jeho blízkém okolí hnízdí krutihlav obecný (Jynx torquilla), ťuhýk obecný (Lanius collurio) a lejsek černohlavý (Ficedula hypoleuca). Za potravou na louku létá jiřička obecná (Delichon urbicum) a krkavec velký (Corvus corax). Louka je zároveň potravním biotopem zajíce polního (Lepus europaeus) a na celé její ploše se hojně vyskytuje ještěrka obecná (Lacerta agilis). Otevřené plochy vyhledává zlatohlávek tmavý (Oxythyrea funesta).

## Ochrana přírody
Předmětem ochrany je mezofilní ovsíková louka (52 % rozlohy území) s populací vstavače kukačky. Populace je vitální. Na louce běžně roste několik stovek jedinců a v letech 2021–2023 dosahovala její početnost 500 až 1000 jedinců. Cílem ochrany je udržet podobu ekosystému a zamezit šíření invazních druhů.